# Morten Thrane Brünnich
Morten Thrane Brünnich (30 de setembre de 1737 – 19 de setembre de 1827) va ser un zoòleg i mineralogista danès.
Brünnich nasqué a Copenhaguen, estudià idiomes orientals i teologia, però aviat s'interessà per la Història natural. Va contribuir a les observacions en insectes feta per Erik Pontoppidan al seu Danske Atlas (1763–81). Després d'encarregar-se de la col·lecció d'història natural de Christian Fleischer Morten es va interessar per l'ornitologia, i l'any 1764 publicà Ornithologia Borealis, sobre els ocells d'Escandinàvia.
Brünnich va tenir correspondència amb naturalistes com Linnaeus, Peter Simon Pallas i Thomas Pennant. Publicà la seva Entomologia el 1764. Va fer un viatge al voltant d'Europa i estudià els peixos de la Mediterrània. Sobre això publicà Ichthyologia Massiliensis (Ictiologia de Marsella) el 1768
A la seva tornada, Brünnich va tenir el lloc de Lector a la Universitat de Copenhagen. Va escriure el llibre de text, Zoologiae fundamenta.
El Somorgollaire de Brünnich rep el seu nom.

## Obres
Llista parcial
- Prodromus insectologiæ Siælandicæ. Kopenhagen 1761.
- Die natürliche Historie des Eider-Vogels. Kopenhagen 1763.
- Eder-Fuglens Beskrivelse. Kopenhagen 1763.
- Tillæg til Eder-Fuglens Beskrivelse. Kopenhagen 1763.
- Entomologia. Godiche, Kopenhagen 1764.
- Ornithologia borealis. Kall & Godiche, Kopenhagen 1764.
- Ichthyologia Massiliensis. Roth & Proft, Kopenhagen, Leipzig 1768.
- Appendix to Cronstedt's Mineralogy. London 1772.
- Zoologiæ fundamenta praelectionibus academicis accommodata. Pelt, Kopenhagen 1771/72.
- Mineralogie. Simmelkiær & Logan, Kopenhagen, St. Petersburg 1777-81.
- Dyrenes Historie og Dyre-Samlingen ud Universitetes Natur-Theater. Kopenhagen, 1782.
- Literatura Danica scientiarum naturalium. Kopenhagen, Leipzig 1783.
- Catalogus bibliothecæ historiæ naturalis. Kopenhagen 1793.
- Historiske Efterretninger om Norges Biergverker. Kopenhagen 1819.
- Kongsberg Sölvbergwerk i Norge. Kopenhagen 1826.